# 婁希亮
婁希亮（1553年—1588年），字道弼，號絅菴，直隸常州府無錫縣人，軍籍，明朝政治人物。

## 生平
萬曆十年（1582年）壬午科應天鄉試二十四名舉人，萬曆十四年（1586年）丙戌科會試一百六十一名，登三甲第二百七十名進士。通政司观政，本年养病归乡。十五年丁内艰，十六年卒。

## 家族
曾祖婁悅；祖父婁濟民；父婁輝。母朱氏。具庆下。兄希寅、希寧、希玄。弟希雍。